# 2021年臺灣
|        | 臺灣歷史 \| 台灣歷史年表 |
| 世纪： | 20世纪臺灣 \| 21世纪臺灣 \| 22世纪臺灣 |
| 年代： | 1990年代臺灣 \| 2000年代臺灣 \| 2010年代臺灣 \| 2020年代臺灣 \| 2030年代臺灣 \| 2040年代臺灣 \| 2050年代臺灣                                           |
| 年份： | 2016年臺灣 \| 2017年臺灣 \| 2018年臺灣 \| 2019年臺灣 \| 2020年臺灣 \| 2021年臺灣 \| 2022年臺灣 \| 2023年臺灣 \| 2024年臺灣 \| 2025年臺灣 \| 2026年臺灣 |
| 纪年： | 辛丑年（牛年）、中華民國110年 |

## 政府

### 國家正副元首

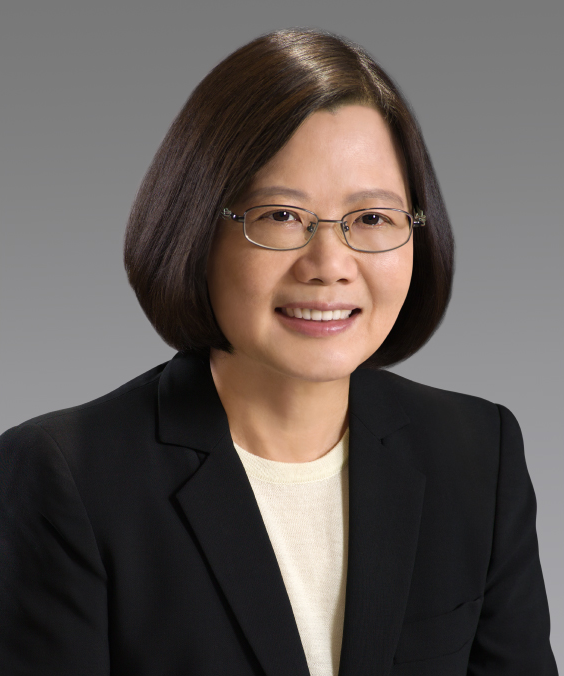
總統：蔡英文
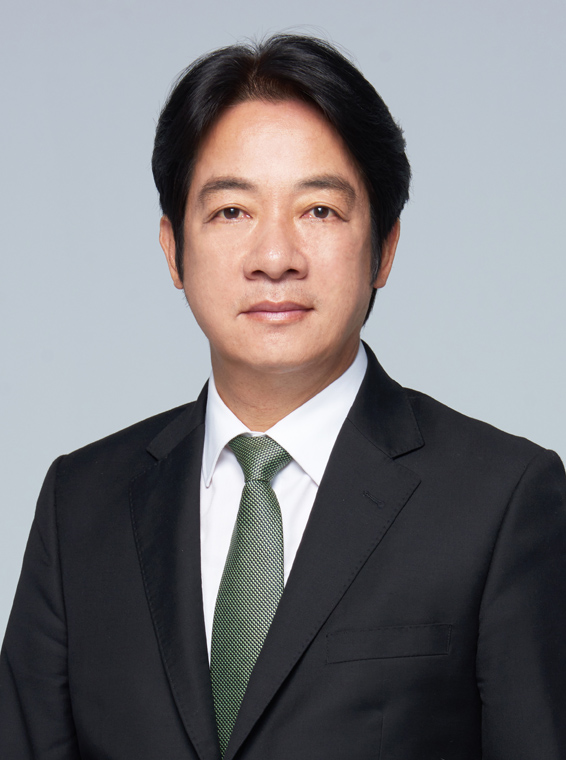
副總統：賴清德

### 五院首長

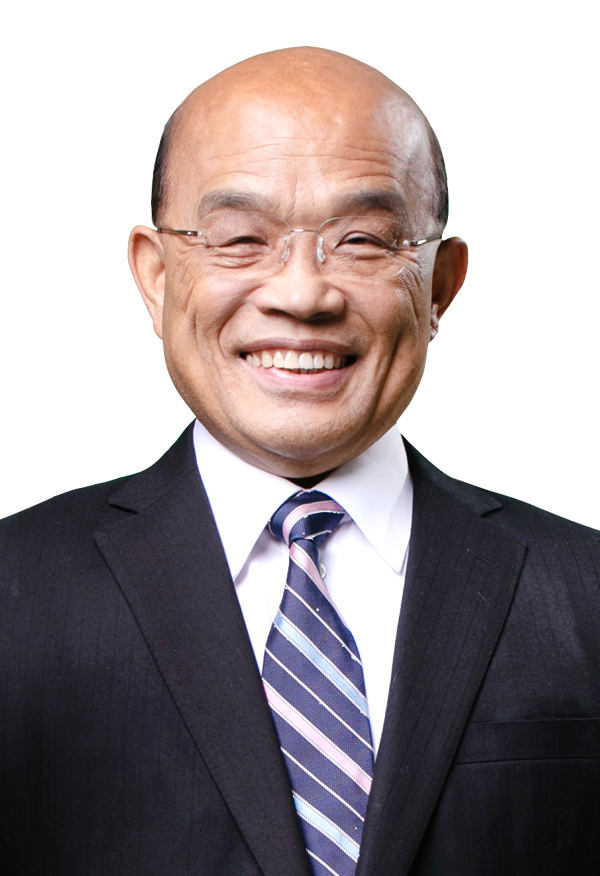
行政院院長：蘇貞昌
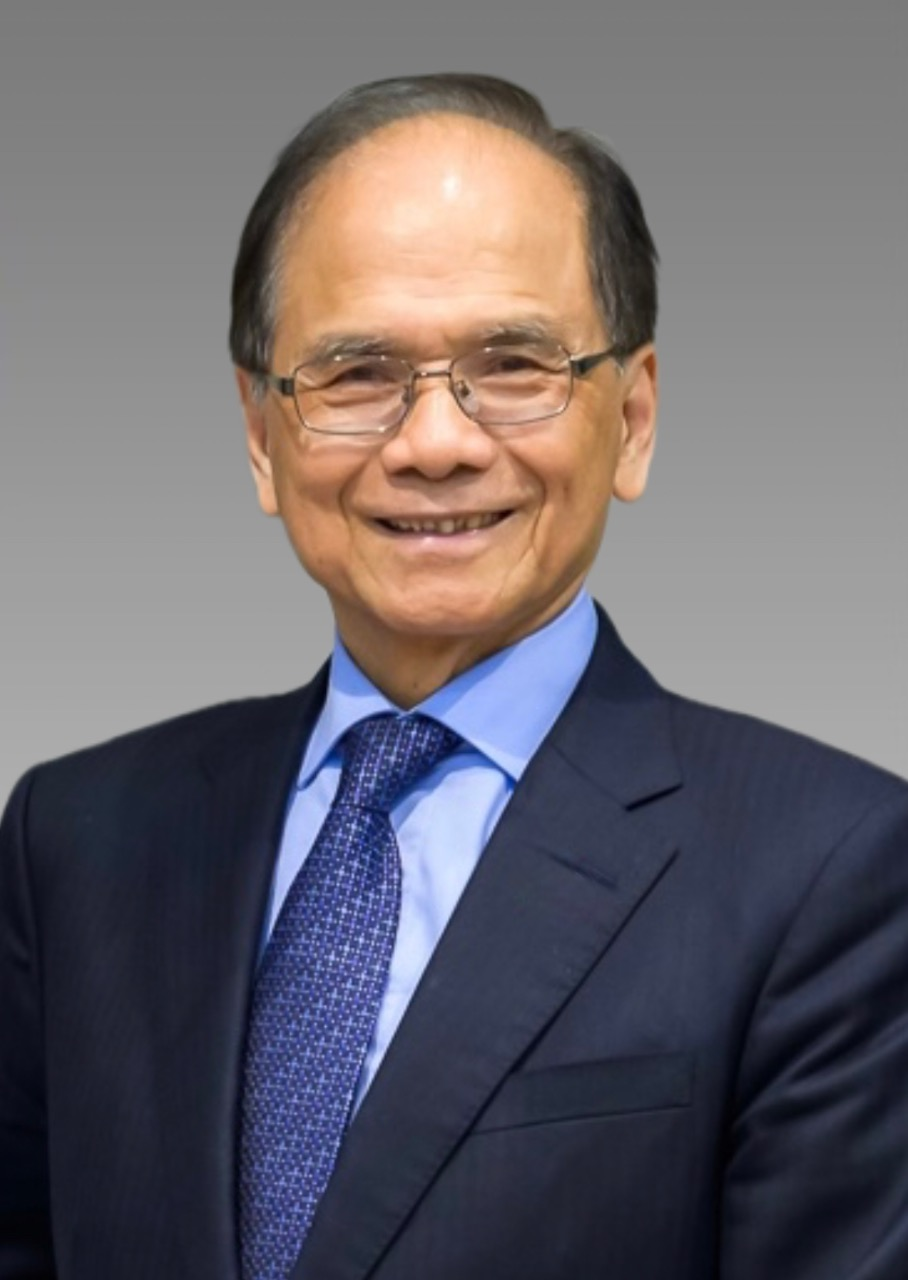
立法院院長：游錫堃
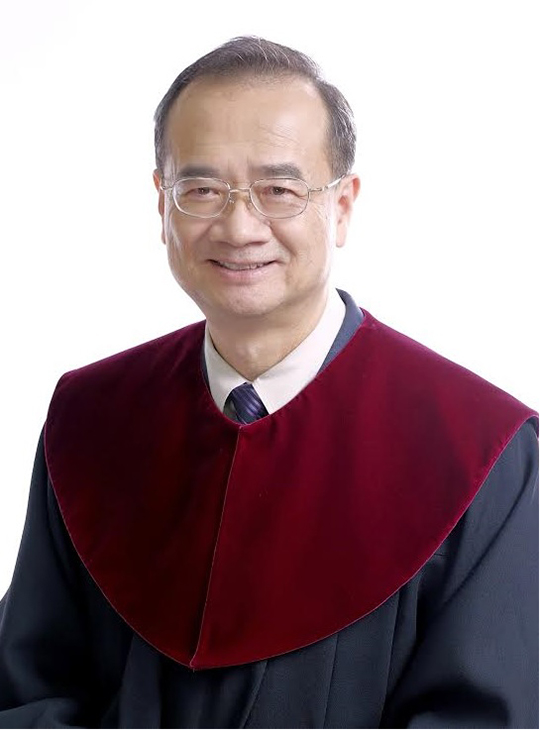
司法院院長：許宗力
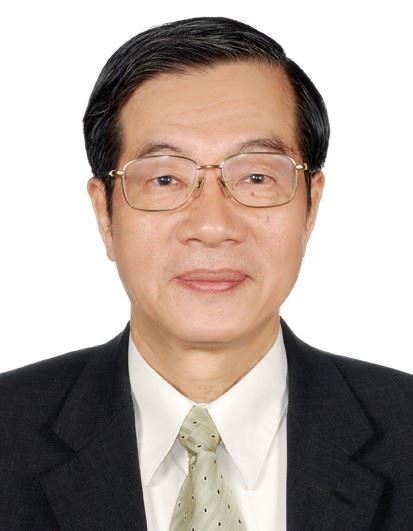
考試院院長：黃榮村
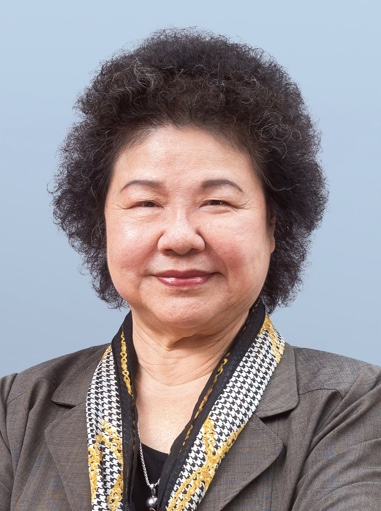
監察院院長：陳菊

## 大事記
2021年臺灣：1月 - 2月 - 3月 - 4月 - 5月 - 6月 - 7月 - 8月 - 9月 - 10月 - 11月 - 12月

### 1月
- 跨年至1月12日半個月內先後3波寒流襲臺。[1]
- 1月1日：
  - 為避免變種新冠病毒造成臺灣防疫破口，中央流行疫情指揮中心宣布即日起禁止無中華民國居留證外籍人士入境與在臺轉機，但國人的外籍配偶、未成年子女、專案許可者，以及商務履約、跨國企業履新者除外。[2]
  - 由於首例英國變種病毒株境外移入病例影響，2021年元旦升旗典禮不開放民眾進場，原定總統府開放參觀活動也相對應取消。[3]
  - 衛生福利部部長陳時中宣布，全民健康保險費率即日起調漲至投保薪資5.17%，補充保費費率連動調漲至2.11%。[4]
  - 開放含萊克多巴胺的豬肉及內臟進口臺灣的行政命令正式施行。現行動物用藥殘留標準，僅明定牛肉的萊克多巴胺殘留容許量為0.01ppm。立法院准予備查的動物用藥殘留標準修正案，除了現行的牛肉萊劑殘值，也新增豬的萊劑殘留容許量，包含肌肉及脂(含皮)為0.01ppm、肝臟為0.04ppm、腎臟為0.04ppm、其他可供食用部位則為0.01ppm[5]。
- 1月5日：新臺幣匯率盤中一度升至27.992圓，創1997年7月30日以來新高；加權股價指數收盤亦來到15,000.03點，續創歷史新高。[6][7]
- 1月6日：超過50名民主派初選參與者遭到香港警方拘捕，總統蔡英文與副總統賴清德在臉書發文，籲國際民主陣營及全體國人應團結力挺香港的民主自由。[8]
- 1月7日：美國國務卿邁克·蓬佩奧宣布，美國駐聯合國大使凱莉·克拉夫特將於13日至15日訪問臺灣。[9][10]
- 1月10日：美國國務院宣布解除對臺灣所有交往限制，美國聯邦行政部門與中華民國政府官方互動不再受禁令制約。[11]
- 1月11日：新版中華民國護照放大TAIWAN字樣以利辨識，即日起開放申請。[12]
- 1月12日：中央流行疫情指揮中心指揮官陳時中表示，桃園某醫院爆2例（案838、案839）本土新冠肺炎確診病例，首度有醫師感染。[13][14]隨後爆發衛生福利部桃園醫院嚴重特殊傳染性肺炎群聚感染事件。
- 1月13日：美國總統當選人拜登20日將就任總統，美國國務院發言人歐塔加斯（Morgan Ortagus）12日聲明表示，鑑於接下來8天內要完成平穩有序的交接，取消本周所有出訪計畫。美國駐聯合國大使克拉夫特（Kelly Craft）預定在台灣時間13日訪問台灣，也被取消。[15]
- 1月16日：2021年桃園市第七選舉區市議員王浩宇罷免案投開票，王浩宇成為臺灣史上第一位被罷免的直轄市議員。
- 1月22日；司法院會通過《涉外民事法律適用法》第46條修正草案，修法保障同性跨國婚姻，中港澳同性婚姻則不在此次範圍。[16]

2021年1月臺灣
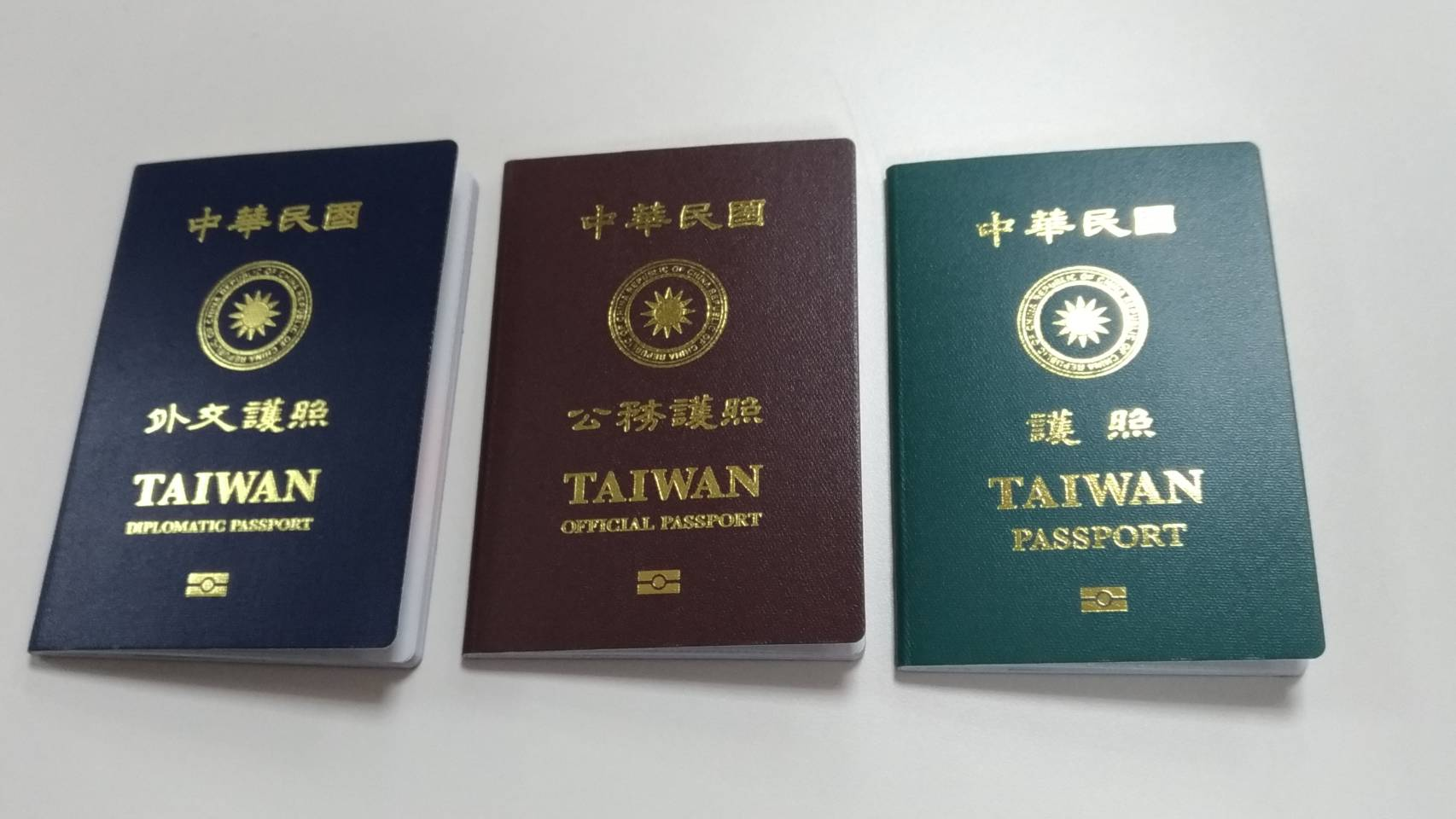
2021年1月11日起發行的新版本外交、公務、及普通護照封面
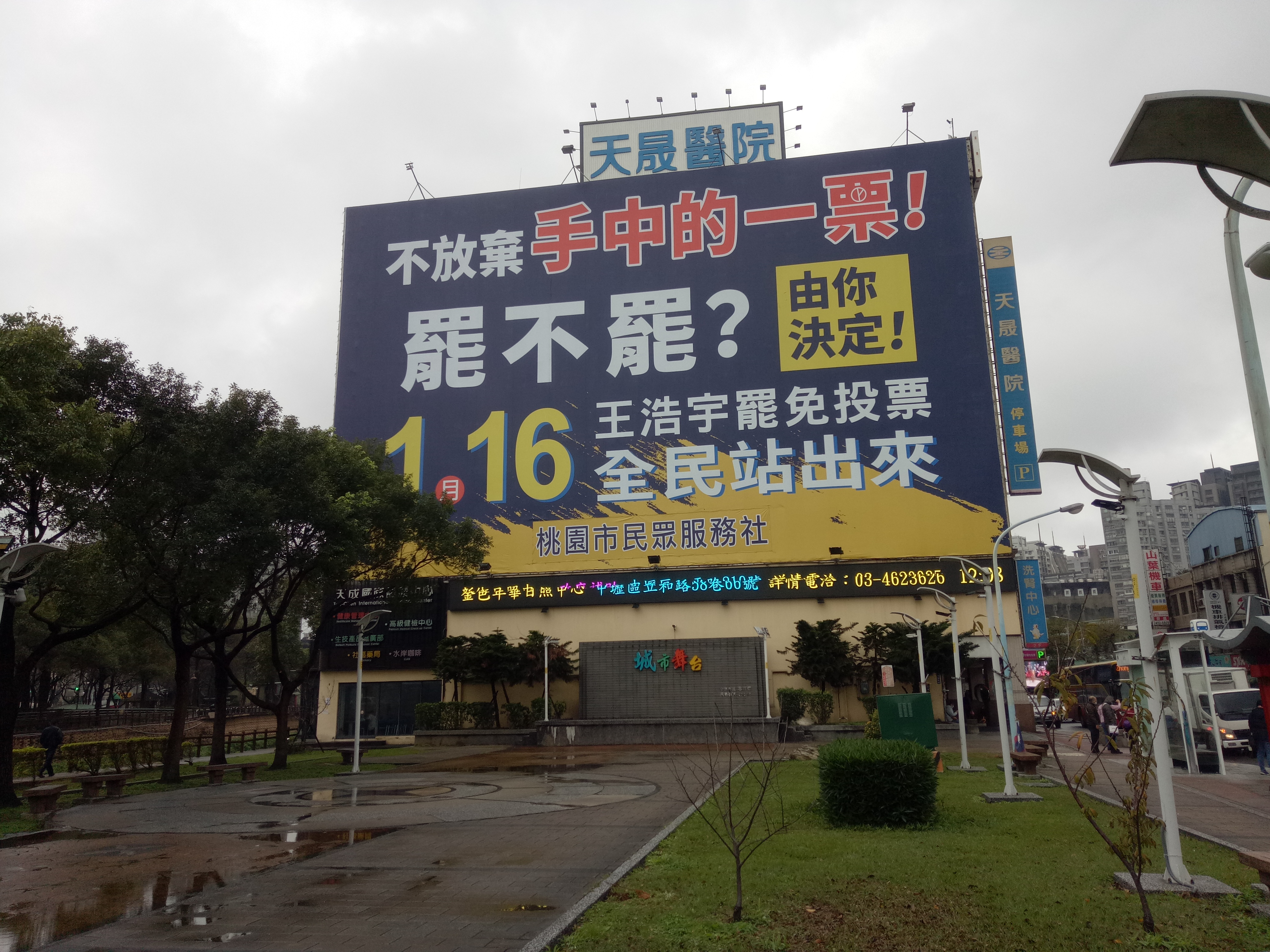
支持王浩宇罷免案的天晟醫院外牆廣告
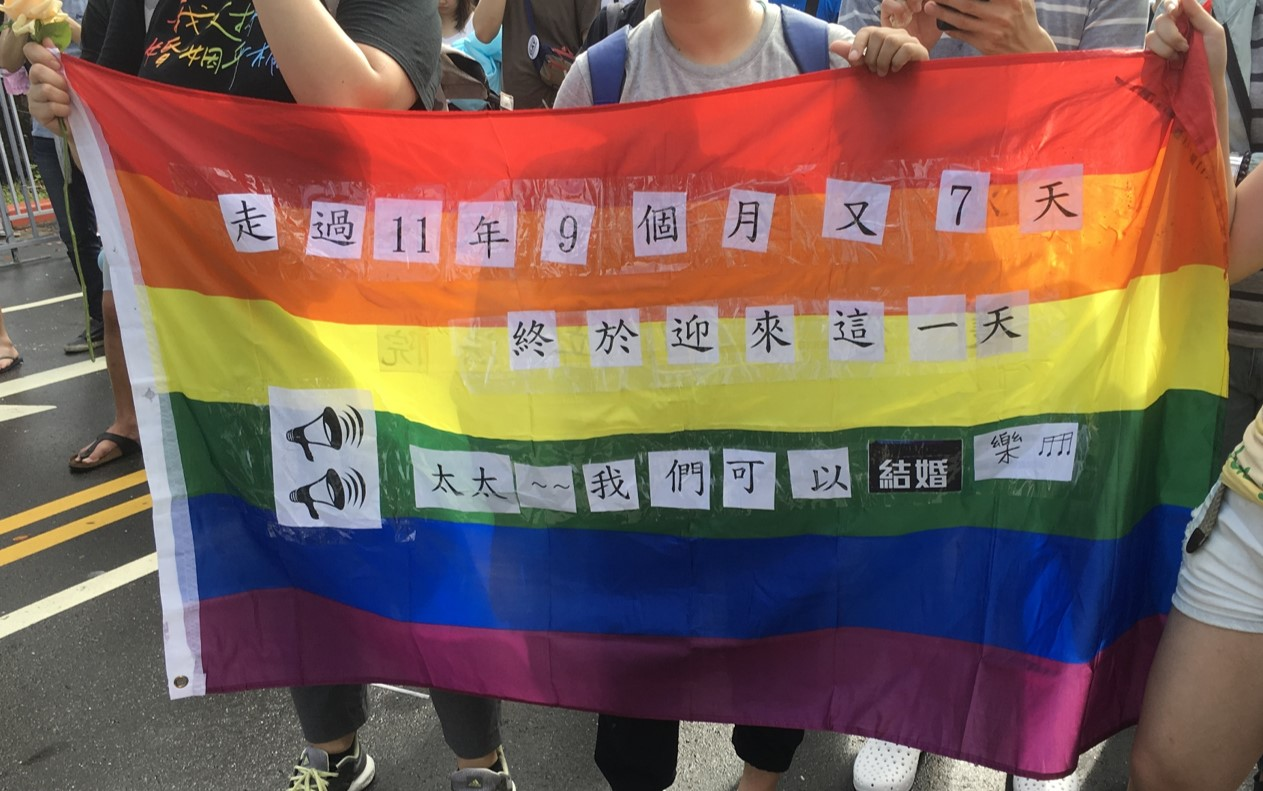
臺灣同性婚姻跨國修法草案通過
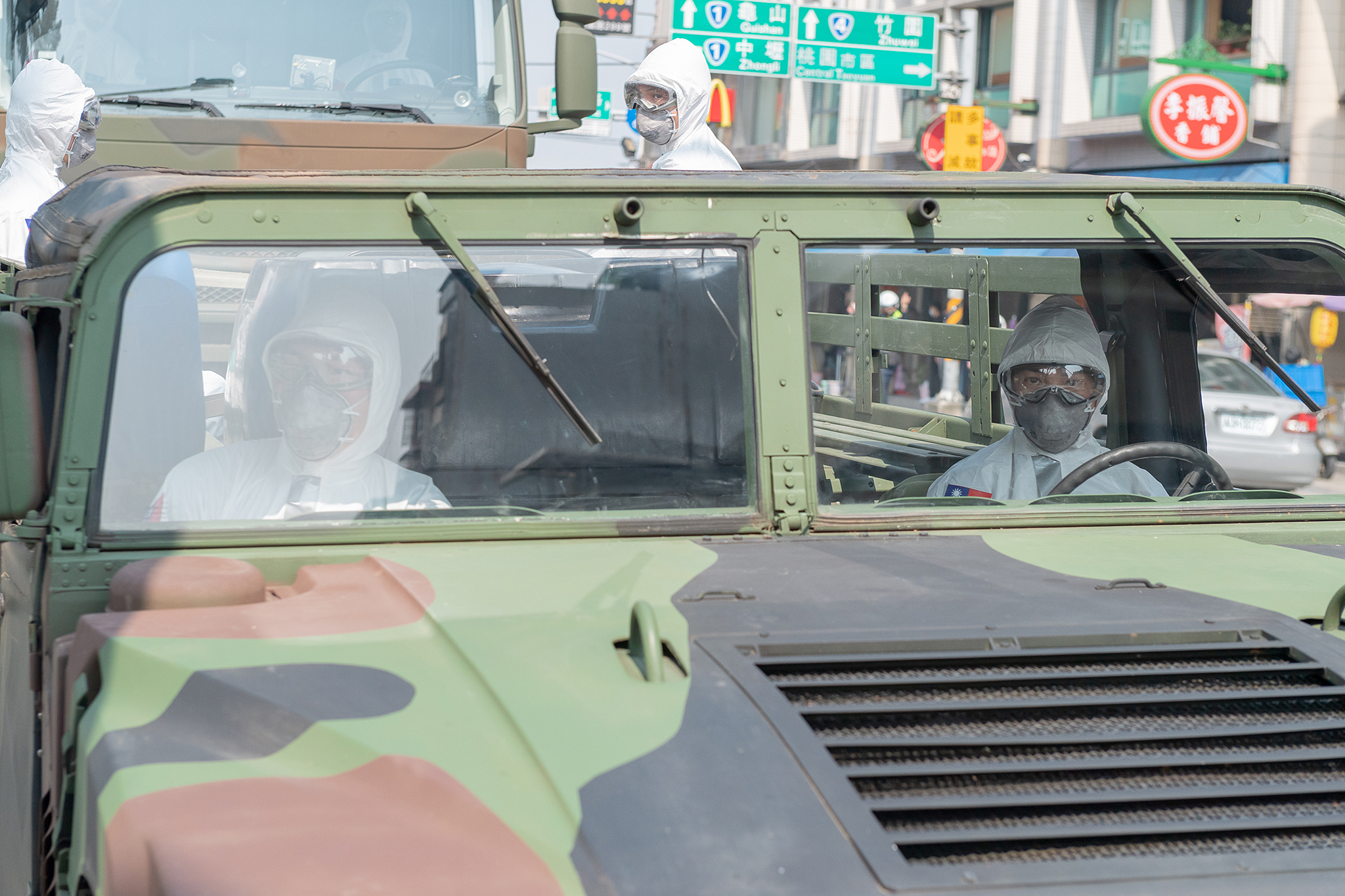
2021年1月31日中華民國陸軍化學兵群在桃園市進行消毒工作，以防止COVID-19疫情擴散

### 2月
- 2月1日：
  - 因應春節連假，各項防疫措施升級。高鐵、臺鐵（觀光列車除外）、公路客運、船舶（固定餐飲區域除外）、航空器（國際及兩岸航班除外）等運具內、或郵局營業區域，禁止飲食，正式實施[17]。
  - 國立交通大學與國立陽明大學合併為國立陽明交通大學[18]
  - 由於2020年颱風雨量稀少，新竹地區的民生用水和產業用水的供給情勢緊張，桃園至新竹備援管線工程提早完工，中華民國總統蔡英文前往視察。[19] [20]
- 2月3日：
  - 中央流行疫情指揮中心宣布，考量國際疫情持續嚴峻，為確保開學前校園環境衛生安全、完備防疫作業與環境清潔消毒，高中職以下各級學校延後到2021年2月22日開學，7月2日為最後上課日及休業式；大專校院、樂齡及社大等機構2月22日以後開學。2月18日至21日延後開學期間，照顧12歲以下學童或國高中、五專前3年持有身心障礙證明的子女，家長1人可請防疫照顧假。大型考試時間，四技二專暨二技統一入學測驗（5月1日至2日）及國中教育會考（5月15日至16日），考試日程不變、考試範圍配合調整，另行公告。大學指考原訂7月1日至3日，延後到7月3日至5日辦理，考試範圍不變[21][22]。
  - 先前於12月4日因連續豪雨而山崩阻斷的臺灣鐵路管理局宜蘭線瑞芳－猴硐間（K12+233）路段，於今日清晨搶通恢復雙向通車[23][24]。
- 2月6日：2021年高雄市第九選舉區市議員黃捷罷免案投開票。有效同意票數未達鳳山區選舉人總數四分之一以上（7萬2,892票），且不同意票數大於同意票數，因此罷免失敗。黃捷得續任高雄市議員，且不可再於剩餘任期内對其罷免。
- 2月13日，網球選手謝淑薇在澳洲網球公開賽女子單打16強賽直落二擊敗捷克選手馬爾凱塔·萬卓索娃，成為台灣首位打進大滿貫8強的女子單打選手[25]。

### 3月
- 3月16日：下午4時，一輛遊覽車撞上蘇花公路路邊山崖，造成6人死亡，39人受傷。國家運輸安全調查委員會裁定該案屬重大公路一級事故，立案調查並持續收集相關證據及安排後續檢測。
- 3月17日：日本迴轉壽司連鎖店壽司郎的宣傳活動演變成「鮭魚之亂」。
- 3月22日：空軍志航基地2架F-5E戰鬥機在屏東縣牡丹鄉旭海附近互相擦撞，2死。
- 3月23日：台灣所屬長榮海運公司貨輪長賜號釀成2021年蘇伊士運河阻塞事件
- 3月24日：由於水情嚴峻引發臺灣中南部旱災缺水，經濟部宣布將從4月6日起對臺中市、苗栗縣及彰化縣北部部分地區執行「供五停二」的分區供水模式，受影響戶數超過100萬戶。[26][27]

### 4月
- 4月2日，2021年太魯閣號列車出軌事故，49人死亡、245人受傷。[28][29][30]
- 4月9日，大甲媽祖遶境晚上11：05起駕，展開九天八夜的遶境進香，主題「承諾」。
- 4月11日，白沙屯媽祖進香晚上11：40出發，回程以急行軍方式。
- 4月14日，旱象嚴重，導致水庫蓄水率持續下探，在日月潭大竹湖進水口，更變成一片青青大草原，本來沉到水中的方舟重見天日，枯木勾著漁網就像裝置藝術，吸引大批遊客前來取景。另外大台中限水，實施供五停二，台中有百貨公司或飯店用水需求大，直接向水公司買水，外聘水車到不缺水的南投取水，也讓南投自來水公司外，總能看見，水車大排長龍，等著取水。[31]
- 4月15日，蔡英文總統在台北接見到訪的美國跨黨派代表團，這是拜登出任美國總統後首次訪台的美國高層代表團。此次代表團訪台是應拜登總統請求進行，亦是拜登對台灣及其民主承諾的信號。[32]蔡英文向美方代表團表示中國頻繁派遣軍艦在台灣周邊海空域進行軍事活動，威脅區域的和平穩定。[33][34]
- 4月25日：臺中捷運綠線正式通車。[35]
- 4月27日：長期乾旱，有台灣母親河之稱的濁水溪也出現罕見的「斷流」，地點位於雲林彰化交界，就在濁水溪下游的自強大橋下方，河床乾涸龜裂，長出一片大草原，原本在溪裡的魚蝦，因為沒水一堆翻肚、被太陽曬乾，死了一大堆，裸露河床成了魚蝦墳場。[36]

### 5月
- 5月1日：一名自稱嚮往台灣民主自由的大陸男子在台中港被發現非法入境，他自稱從大陸福建駕駛橡皮艇橫渡台灣海峽抵達台中港。[37]
- 5月4日，美國商務部向台灣積體電路製造等台灣公司施壓，要求他們短期内滿足美國汽車製作商的芯片需求[38]。
- 5月11日：

中央流行疫情指揮中心今(11)日表示，因應國內出現感染源不明之本土病例致社區感染風險增加，為防範發生持續社區傳播，自即日起至6月8日共4週，提升疫情警戒至第二級－「出現感染源不明之本土病例」，並對於個人及外出、集會活動、營業場域、大眾運輸實施相關限制措施如下：
1. 避免出入人多擁擠的場所，高感染傳播風險場域，民眾須依規定全程佩戴口罩，未遵守規定且勸導不聽者將嚴格開罰。
2. 所有集會活動需落實確保民眾維持社交距離或全程佩戴口罩/使用隔板，並落實「實聯制」、體溫量測、消毒、人流管制、總量管制、動線規劃等措施，否則應暫緩辦理。
3. 原則上停辦室外 500 人以上，室內 100 人以上之集會活動，但上述集會活動若能採固定座位且為梅花座、實聯制、全程佩戴口罩、禁止飲食，得提報防疫計畫報請地方主管機關核准後實施。
4. 營業場所及公共場域應確保民眾維持社交距離或全程佩戴口罩/使用隔板，並建立實聯制，執行體溫量測、手部消毒、環境清消、人流管制、總量管制、動線規劃等防疫措施；無法落實前述措施之場所應暫停營業。必要時，將強制關閉休閒娛樂相關之營業場所及公共場域。
5. 餐飲業應落實「用餐實聯制」、環境定期清潔/消毒，從業人員佩戴口罩、勤洗手，並協助顧客量測體溫、手部消毒、公筷母匙等個人防護措施；非特定對象併桌共餐時，需維持適當區隔/使用隔板；無法落實前述措施之業者，建議民眾外帶用餐。
6. 雙鐵（臺鐵、高鐵）、客運等大眾運輸禁止飲食；5月15日起，雙鐵城際列車禁站票。

指揮中心提醒，以上措施將由各目的事業主管機關及地方政府加強督導與稽查，請民眾務必配合，共同嚴守社區防線。 民間企業也因應防疫政策啟動「在家上班」機制。
- 5月12日，受新冠肺炎本土疫情升溫，台灣股市指數大跌，盤中一度重挫1417點，跌幅達8.55%，分別創史上盤中最大跌點及最大跌幅之紀錄，終場指數下跌680.76點，收在1萬5902.37點，跌幅4.11%，為史上收盤第2大跌點。[41][42]同日中央流行疫情指揮中心公布本土暴增16例確診，創單日新增病例數歷史新高。其中三人感染源不明。[43][44]
- 5月13日，14時37分，高雄市路竹區路北超高壓變電所匯流排故障，導致興達發電廠四部機組跳脫故障，全台C、D組分區輪流限電，至晚間8時恢復供電。[45][46]
- 5月15日：
  - 萬華茶藝館群聚案成為國內防疫最大破口，台灣疫情一夕失控，昨天暴增180例本土個案。指揮中心指揮官陳時中今天宣布，雙北即日起至5月28日，提升疫情警戒至第三級，民生物資採購下午四點起有所限制，傳統零售市場部分，台北市只剩39處生鮮及餐飲業市場攤商開放，同時啟動「實名制作業」。[47]
- 5月19日，本土病例新增267例，因應連五天本土病例破百，中央流行疫情指揮中心宣布全國的疫情警戒提升至第三級。
- 5月20日，蔡英文總統宣布特赦獵人王光祿，此為蔡英文任內第一次行使特赦權。
- 5月25日，中央流行疫情指揮中心宣布全國的疫情警戒第三級延長至6月14日。

### 6月
- 6月7日，中央流行疫情指揮中心宣布全國的疫情警戒第三級延長至6月28日。
- 6月7日，教育部宣布「大學指考」延後，於7月28日至7月30日舉行。
- 6月22日，臺灣中油大林煉油廠外海浮筒管線破裂造成原油外洩，油汙造成小琉球、恆春半島海域汙染。[48][49][50]
- 6月23日，中央流行疫情指揮中心宣布全國的疫情警戒第三級延長至7月12日。
- 6月30日，彰化縣彰化市喬友大樓火災，造成4死22傷。其中6到9樓的百香果商旅當時做為防疫旅館使用，造成房客傷亡，另有彰化縣消防局彰化東區分隊隊員陳志帆殉職。

### 7月
- 7月8日，中央流行疫情指揮中心宣布全國的疫情警戒第三級延長至7月26日。
- 7月23日，中央流行疫情指揮中心宣布，7月27日至8月9日全國的疫情警戒從第三級降為第二級。

### 8月
- 8月7日，臺灣高鐵苗栗站與臺中站間路段因連日豪雨引發邊坡滑動，造成雙向路線中斷，於隔日搶修恢復單線雙向通車。
- 8月9日，中央流行疫情指揮中心指揮官陳時中宣布，8月10日至8月23日全國疫情警戒仍維持二級，游泳池有條件開放[51]。
- 8月21日，中央流行疫情指揮中心指揮官陳時中宣布，8月24日至9月6日全國疫情警戒仍維持二級，但放寬部份場所和室內室外的集會人數限制[52]。

### 9月
- 9月6日，中央流行疫情指揮中心指揮官陳時中宣布，9月7日至9月20日全國疫情警戒仍維持二級[53]。
- 9月19日，中央流行疫情指揮中心指揮官陳時中宣布，9月21日至10月4日全國疫情警戒仍維持二級[54]。

### 10月
- 10月1日，位於花蓮縣花蓮市國聯五路、拆除中之漫波假期飯店，於本日15時46分許倒塌，無人受傷。[55][56][57]
- 10月4日，中央流行疫情指揮中心指揮官陳時中宣布，10月5日至10月18日全國疫情警戒仍維持二級，但宗教、餐飲業防疫規範放寬[58]。
- 10月14日，高雄市鹽埕區之城中城大樓於凌晨二時許發生火警，造成46人死亡、43人受傷，為臺灣自1995年衛爾康餐廳大火後死亡人數最多的火災。[59][60][61]
- 10月16日，新北市雙溪區虎豹潭發生民眾落水意外，造成6人死亡。
- 10月17日
  - 立法委員黃國書因於白色恐怖時期為情治機關進行政治偵蒐，數月前遭新潮流系除名，後因此事曝光而於本日宣布退出民主進步黨、退出黨團運作，並不再尋求連任。[62][63][64]
  - 中央流行疫情指揮中心指揮官陳時中宣布，10月19日至11月1日全國疫情警戒仍維持二級，但戶外運動或拍照時可暫時拿下口罩[65]。
- 10月23日，第10屆立法委員陳柏惟罷免案，最終結果以77,899張同意票罷免陳柏惟成功[66]。
- 10月28日，中央流行疫情指揮中心指揮官陳時中宣布，11月2日至11月15日全國疫情警戒仍維持二級，外出全程佩戴口罩，除例外情形，得免戴口罩：一、於室內外從事運動、唱歌時；二、於室內外拍攝個人或團體照時；三、農林漁牧工作者於空曠處（如田間、魚塭、山林）工作；四、於山林（含森林遊樂區）、海濱活動；五、於溫/冷泉、烤箱、水療設施、三溫暖、蒸氣室、水域活動等易使口罩潮濕之場合。將取消集會活動人數上限、營業場所及公共場域人流控管和總量管制、藝文展演、體育活動、國家公園、國家風景區、觀光遊樂業等之室外人數降載等規定。台鐵高鐵車廂、公路客運、遊覽車、國內航班/船舶、電影院、KTV、MTV、網咖等場所，亦將開放民眾可暫時脫口罩飲食[67][68]。

### 11月
- 11月11日，中央流行疫情指揮中心指揮官陳時中宣布，11月16日至11月29日全國疫情警戒仍維持二級，但合法之休閒娛樂場所或有陪侍服務的八大行業，如符合防疫措施者得開放營業[69]。

- 11月29日，中央流行疫情指揮中心指揮官陳時中宣布，11月30日至12月13日全國疫情警戒仍維持二級，並宣布歲末／跨年大型活動防疫準備注意事項[70]。

### 12月
- 12月1日：中信兄弟於2021年中華職棒總冠軍賽以4勝0敗直落四擊敗統一獅，獲得中國信託金融控股集團接手兄弟象後首次總冠軍，亦破除七年六亞的魔咒。
- 12月13日：中央流行疫情指揮中心指揮官陳時中宣布，12月14日至12月27日全國疫情警戒仍維持二級，並維持現有相關措施及規定[71]。
- 12月18日：2021年中華民國全國性公民投票進行投票，投票結果為4個均不通過[72]；2021年新竹市廢污水回收公民投票進行投票，投票結果為通過[73]。
- 12月27日：中央流行疫情指揮中心指揮官陳時中宣布，12月28日至2022年1月10日全國疫情警戒仍維持二級，並維持現有相關措施及規定。但另外放寬兒童、長者等特殊需求者陪病可多1人[74]。

## 災難與交通意外
此段落輯錄了上述全年大事而成。
- 3月22日，空軍志航基地2架F-5E戰鬥機在屏東縣牡丹鄉旭海附近互相擦撞，2死。
- 3月23日，台灣所屬長榮海運公司貨輪長賜號釀成2021年蘇伊士運河阻塞事件
- 4月2日，花蓮縣發生太魯閣號列車出軌，49死245傷。
- 6月30日，彰化縣彰化市喬友大樓火災，4死22傷。
- 10月14日，高雄市城中城大樓火災，46死43傷。
- 10月16日，新北市虎豹潭溺水意外，6死。

## 節日與主題
以下列出2021年與臺灣社會相關的重大事件、節日及活動。

### 1月
- 1月1日：元旦、中華民國開國紀念日、台北101跨年煙火表演
- 1月5日：小寒
- 1月20日：大寒、臘八節 中小學109學年度第一學期結束
- 1月21日：中小學109學年度寒假開始
- 1月22日–1月23日：110學年度大學學科能力測驗
- 1月23日：世界自由日
- 1月28日：尾牙

### 2月
- 2月3日：立春
- 2月5日：送神
- 2月10日：小年夜
- 2月11日：除夕
- 2月12日：農曆新年
- 2月13日：回娘家
- 2月14日：西洋情人節，祭祖
- 2月15日：迎神
- 2月16日：開市
- 2月18日：雨水
- 2月19日：天公生
- 2月21日：聖貝祭
- 2月21日：中小學109學年度寒假結束
- 2月22日：中小學109學年度第二學期開始
- 2月26日：元宵節
- 2月28日：和平紀念日

### 3月
- 3月5日：驚蟄
- 3月8日：婦女節
- 3月12日：植樹節
- 3月14日：白色情人節
- 3月20日：春分
- 3月28日：復活節
- 3月29日：青年節

### 4月
- 4月1日：愚人節
- 4月3日：祈雨祭
- 4月4日：兒童節、清明節
- 4月7日：言論自由日
- 4月20日：穀雨
- 4月22日：世界地球日

### 5月
- 5月1日：勞動節
- 5月1日-5月2日：四技二專統一入學測驗
- 5月4日：媽祖生
- 5月5日：立夏
- 5月9日：母親節
- 5月15日-5月16日：國中教育會考
- 5月19日：浴佛節
- 5月21日：小滿

### 6月
- 6月3日：禁煙節
- 6月5日：芒種
- 6月14日：端午節
- 6月21日：夏至

### 7月
- 7月3日：中小學暑假開始
- 7月7日：小暑
- 7月22日：大暑
- 7月28日─7月30日：109學年度大學入學指定科目考試

### 8月
- 8月7日：立秋
- 8月8日：父親節、鬼門開
- 8月14日：七夕
- 8月22日：中元節
- 8月23日：處暑

### 9月
- 9月1日：中小学110學年度第一學期開學
- 9月3日：軍人節
- 9月6日：鬼門關
- 9月7日：白露
- 9月21日：中秋節
- 9月23日：秋分
- 9月28日：教師節

### 10月
- 10月8日：寒露
- 10月10日：國慶日、國慶煙火
- 10月14日：重陽節
- 10月23日：霜降
- 10月25日：臺灣光復節
- 10月31日：萬聖節

### 11月
- 11月7日：立冬
- 11月12日：國父誕辰紀念日
- 11月22日：小雪
- 11月25日：感恩節

### 12月
- 12月7日：大雪
- 12月21日：冬至
- 12月24日：平安夜
- 12月25日：行憲紀念日、聖誕節
- 12月31日：全台各地跨年

## 逝世

### 1月
- 1月1日：
  - 李日貴，85歲，臺灣政治人物、砂石業者，前雲林縣議員、維多利亞學校董事長，病逝。[75]
  - 周叔夜，86歲，臺灣政治人物，獨派大老，前駐巴西代表，病逝。[76]
  - 梁召明，55歲，臺灣政治人物，前苗栗縣三灣鄉鄉長，現任苗栗縣農會總幹事，車禍。[77]
- 1月9日：蓉子，98歲，中華民國籍詩人、作家。[78]
- 1月10日：林孝平，62歲，台灣企業家，股票上櫃矽智財公司円星科技（M31）董事長。[79]
- 1月11日：鄭百勝，61歲，台灣棒球運動員，曾效力統一獅隊，因口腔癌病逝。[80]
- 1月12日：凃忠男，62歲，台灣棒球運動員，曾效力中華職棒三商虎隊，逝世。[81]
- 1月15日：陳李慎，94歲，中華民國前總統陳水扁的母親。[82]
- 1月17日：呂傳勝，84歲，台灣律師、中華民國前副總統呂秀蓮兄長。[83]
- 1月21日：蔡義勇，65歲，台灣政治人物，國民黨籍，曾連任4屆的台東縣前縣議員，車禍。[84]
- 1月22日：蔡伯府，48歲，寒舍集團創辦人蔡辰洋長子。[85]
- 1月24日：朱峰靖，60歲，台灣命理師。[86][87]
- 1月25日：白銀，90歲，台灣電台廣播人，曾主持「白銀阿姨說故事」、「快樂兒童」等節目。[88]
- 1月27日：黃芳彥，74歲，台灣醫師，曾任新光醫院副院長、陳水扁總統醫療小組召集人。（遺體發現日期）[89]
- 1月31日：王吉宣，80歲，台灣演奏家。[90]

### 2月
- 2月1日：劉啟光，63歲，台灣世界先進積體電路股份有限公司行政副總經理、公司代理發言人，主動脈瘤破裂。[91]
- 2月3日：王秋蘭（愛靜），66歲，台灣排灣族創作女歌手阿爆（阿仍仍）的母親，睡夢中辭世。[92]
- 2月7日：
  - 徐欽鴻，65歲，臺灣政治人物，苗栗縣議員，因病逝世。[93]
  - 王坤復，75歲，臺灣企業家，健身器材大廠力山工業董事長。[94]
- 2月8日：魏振恩，58歲，聖約翰科技大學應用英語系教授，車禍。[95]
- 2月10日：王飛，83歲，中華民國外交官，曾任外交部政務次長。[96]
- 2月11日：戴子郎，64岁，台灣賭神，心肌梗塞。[97]
- 2月15日：陸耀祖，67歲，台灣企業人物，信實保全董事長。[98]
- 2月16日：吳培華，年齡不詳，台灣女性考古學家。[99]
- 2月20日：黃崑濱，92歲，台灣農民，曾任中華民國總統府國策顧問，因病逝世。[100]

### 3月
- 3月3日：陳明台，73歲，台灣詩人，代表作《孤獨的位置》、《遙遠的鄉愁》。[101]
- 3月4日：蕭火綿，91歲，台灣企業家，三福集團總裁。[102]
- 3月5日：莊凌芸，21歲，電視選秀節目《聲林之王》出身的台灣女歌手，墜樓。[103]
- 3月13日：
  - 邱垂亮，84歲，台灣國際學者，曾任中華民國總統府國策顧問，病逝。[104]
  - 黃民安，41歲，台灣演員，於嘉義縣民雄鄉舉辦的草草戲劇節演出後台猝逝。[105]
- 3月15日：張誌軒，23歲，台灣模特兒，效力於凱渥，死因為主動脈剝離。[106]
- 3月21日：謝維銓，95歲，台灣醫生，台灣感染醫學之父。[107]
- 3月22日：羅尚樺，26歲，中華民國空軍，駕駛F-5E戰鬥機殉職。[108]
- 3月31日：
  - 許水德，91歲，中華民國政治人物，前高雄市長、台北市長、中華民國內政部長、駐日代表、中國國民黨秘書長、考試院長（1996年－2002年）。[109]
  - 賀柏穎（小賀），28歲，臺灣歌手，知名樂團「謎路人」主唱，在高雄市愛河溺斃。[110]

### 4月
- 4月2日：
  - 淨良長老，92歲，中國籍台灣佛教僧侶，中華佛寺協會創會理事長，中國佛教會第15屆～第16屆理事長。
  - 2021年臺灣太魯閣號列車出軌事故死亡名單（至4月11日止，具名者計49名）[111]，部份死者為：
    - 袁淳修，33歲，臺灣臺鐵司機員。[112][113]
    - 江沛峰，32歲，臺灣臺鐵助理司機。[114]
    - 楊琪蓁，6歲，幼稚園女童，為此事故年紀次小的罹難者（2015-05-06－2021-04-02）。[115][116]
    - 張恩昀，20歲，臺灣田徑運動員。[117][118][119]
    - 張恩翔，22歲，臺灣田徑運動員。
- 4月3日：羅瑩雪，69歲，台灣政治人物，前法務部長、兒福聯盟基金會董事長，乳癌病逝。[120]
- 4月6日：
  - 胡忠勇，78歲，台灣政治人物，七屆苗栗縣議員。[121]
  - 倪炎元，63歲，台灣學者，銘傳大學傳播學院院長。[122]
- 4月7日：石滋宜，84歲，台灣工程師，曾任中國生產力中心總經理，被喻為「台灣自動化之父」。[123]
- 4月16日：孫穗華，96歲，中華民國國父孫中山孫女，孫科次女。
- 4月17日：許勝發，96歲，臺灣企業家，前萬泰銀行董事長、太子汽車創辦人，辭世。[124]
- 4月24日：白培英，92歲，台灣政治人物，曾任地方政府稅捐處處長、財政部賦稅署署長、財政部長(1992年-1993年)。[125]
- 4月26日：李玉芬，年齡約80多歲，台灣資深演員，曾演出《嘆煙花》、《黑金》等黑白片，同時她也是一名配音員。。[126]

### 5月
- 5月1日： 管運龍，92歲，筆名管管，台灣現代詩人，曾任創世紀詩雜誌社社長。[127]
- 5月5日：陳嬌玲，70歲，台灣人，資深媒體人黃暐瀚的母親。[128]
- 5月6日：傅建中，83歲，台灣記者，長年擔任駐美特派員。[129]
- 5月19日：黃天麟，93歲，台灣金融界人物，曾任第一銀行董事長、總統府國策顧問等職，病逝。[130]
- 5月20日：陳政寬，80歲，台灣政治人物，中國國民黨中評會主席團主席。[131]
- 5月21日：
  - 古國順，83歲，台灣教授，客家語言文化推廣者。[132]
  - 習賢德，70歲，天主教輔仁大學傳播學院前任副院長。[133]
- 5月25日：莊人川，73歲，台美知名科技創投家，智融美洲公司（iD Ventures America）董事長兼總裁。[134]
- 5月26日：楊思標，100歲，台灣胸腔內科醫師、日本東京新潟大學醫學博士、曾任臺大醫院院長、台灣大學醫學院院長、慈濟護專（今慈濟科技大學）首任校長，辭世。[135]

### 6月
- 6月1日：黃英吉，86歲，花蓮縣私立四維高級中學董事長。[136]
- 6月4日：
  - 趙維雄，61歲，國立東華大學應用數學系教授。[137]
  - 陽國榮，45歲，桃園市復興區澤仁里長。[138]
- 6月6日：易小文，65歲，台灣資深記者，確診感染新冠肺炎，輕生。[139]
- 6月7日：謝政安，52歲，台灣嘉義市警察局少年隊小隊長，火燒車。[140]
- 6月9日：林芳怡，56歲，台灣作家、建築媒體工作者，曾任教於東海大學建築系，從事建築相關文化活動，確診COVID-19。[141][142]
- 6月11日：
  - 李慶雲，94歲，臺灣醫師，國立臺灣大學醫學院名譽教授，發展出李氏麻疹疫苗、李氏日本腦炎疫苗，被譽為台灣疫苗之父，辭世。[143]
  - 林雲雀，53歲，宜蘭大學應用經濟系副教授。[144]
- 6月14日：王秋華，96歲，台灣女性建築師，被譽為「台灣圖書館建築之母」，因心臟衰竭逝世。[145]
- 6月15日：張立傑，77歲，台灣政治人物，前台中市議員。[146]
- 6月16日：
  - 長青，76歲，台灣男演員，本名吳新三，以《鳥來伯與十三姨》走紅。[147]
  - 周慶峻，77歲，中華愛國同心黨主席，因新型冠狀病毒肺炎，於台北市立聯合醫院中興院區病逝。[148]
- 6月18日：
  - 夏漢民，90歲，台灣學者，曾任國立成功大學校長。[149]
  - 劉大鵬，69歲，台灣京劇鼓師。
- 6月19日：吳岱穎，45歲，台灣詩人、建國中學國文教師，曾獲「第四屆林榮三文學獎．新詩獎首獎」。[150]
- 6月21日：梅遜，96歲，本名楊品純，台灣盲人作家，代表作《串場河傳》。[151]
- 6月20日：高鳳仙，65歲，中華民國監察院第四、五屆監察委員，曾任法官。。[152]
- 6月22日：林富士，60歲，台灣歷史學家，筆名林翎，中央研究院特聘研究員。[153]
- 6月30日：陳志帆，33歲，台灣消防員，任職於彰化市東區消防分隊，彰化喬友百貨大火殉職。[154]

### 7月
- 7月5日：高振鵬，91歲，台灣演員，曾榮獲第53屆金鐘獎特別貢獻獎。[155]
- 7月6日：駱榮順，78歲，台灣遠洋漁船維修專家。[156]
- 7月8日：王太佑，95歲，中華民國空軍退役上校，黑貓中隊中隊長。[157]
- 7月19日：吳政哲，36歲，台灣社會工作者、兒少權利倡議者。[158]
- 7月20日：沈士傑，52岁，力旺電子總經理。[159]
- 7月23日：趙經華，76歲，台灣要犯，四海幫第四任扛把子、綽號「趙霸子」。[160]
- 7月25日：唐慧琳，49歲，台灣新北市議員，胰臟癌。[161]
- 7月29日：洪麟，78歲，台灣男演員，演出電視劇《台灣奇案》、《戲說台灣》和電影《燃燒吧！歐吉桑》。[162]
- 7月31日：吳世民，45歲，台灣刺青師，腦部中風。[163]

### 8月
- 8月1日：余英時，91歲，華裔歷史學家，中華民國中央研究院第10屆院士、美國哲學會院士。[164]
- 8月3日：徐道寧，98歲，臺灣數學教育家，國立清華大學首位女教授。[165]
- 8月5日：王伯仁，71歲，台灣獨立運動人士，《台灣日報》及《中國時報》退休記者，《民報》專欄作家，自家意外墜落[166]。
- 8月7日：朱時宜，78歲，台灣物理學家，中央研究院第26屆院士，美國物理學會會員。[167]
- 8月9日：吳忠良，48歲，台灣表演藝術家，身聲劇場團長，車禍。[168]
- 8月10日：曾興魁，75歲，台灣作曲家，致力於電子音樂的推行。[169]
- 8月19日：
  - 李行，91歲，臺灣導演，曾以電影「養鴨人家」、「秋決」、「汪洋中的一條船」拿下三次金馬獎最佳導演獎。[170]
  - 查馬克·法拉屋樂，42歲，台灣原住民教師、演員、排灣族古調歌謠推動者。曾獲第23屆傳藝金曲獎「最佳傳統音樂詮釋獎」、第25屆金曲獎「最佳原住民語專輯獎」及2017年師鐸獎。在公視電視劇《斯卡羅》飾演大股頭卓杞篤，因癌症病逝。[171]
- 8月22日：汪廣平，100歲，中華民國教育家。明道大學創辦人，曾任臺中市立居仁國民中學、臺中市私立明道高級中學校长。[172][173]
- 8月24日：陸之駿，56歲，台灣網路專欄作家，曾任《台灣公論報》社長、台灣精緻農業發展協會副執行長、《自立晚報》總主筆等職。[174]
- 8月30日：
  - 王光輝，56歲，臺灣棒球選手、兄弟象隊創隊元老、兄弟象隊總教練（2005年10月~2006年5月），因癌症病逝。[175]
  - 蕭麗虹，75歲，臺灣藝術家、策展人、竹圍工作室創辦人。[176]
  - 田啟文，54歲，台灣學者、真理大學教授兼任人文學院院長。[177]
  - 楊博欽，50餘歲，中華民國法官，任職於臺灣高等法院，《勞動事件法》推動者。[178]

### 9月
- 9月5日：鍾任壁，90歲，台灣布袋戲「閣」派第五代掌門人。[179]
- 9月6日：，86歲，台灣女性水彩畫家和散文作家。[180]
- 9月14日：龍劭華，68歲，臺灣資深藝人，猝逝。[181]
- 9月24日：張鵬翼，80歲，台灣武俠片導演。胃癌。[182]。
- 9月25日：
  - 馮滬祥，73歲，台灣政治人物，前立法委員。癌症。[183]。
  - 洪綺陽，51歲，臺灣電視劇、電影、劇場演員。[184]

### 10月
- 10月1日：張昇平，76歲，台灣婦產科醫生，1985年4月接生臺灣首名試管嬰兒，被譽為「試管嬰兒之父」。[185]
- 10月5日：林明穱，103歲，臺灣企業家，東元電機創始股東之一偕林波士的胞妹，有「東元阿嬤」之稱。[186]
- 10月8日：張永祥，92歲，台灣電影編劇，曾獲頒金馬獎終身成就獎，在洛杉矶病逝。[187]
- 10月14日：王一飛，89岁，台灣警察，曾任內政部消防署首任署長、臺灣省政府警政廳唯一的廳長，有「王一刀」、「王三刀」、「王五分」等綽號。[188]
- 10月16日：楊四海，86歲，台灣政治人物，前國策顧問、民進黨創黨元老，因心肌梗塞驟逝。[189]
- 10月18日：陳柔縉，57歲，台灣作家，因交通事故身亡。[190]
- 10月19日：李志俊，64歲，台灣棒球運動員，1984年洛杉磯奧運國手，因膽囊癌病逝。[191]
- 10月22日：朱高正，67歲，臺灣政治人物，曾任立法委員，被稱為「民主戰艦」，因大腸癌病逝。[192]
- 10月29日：林俊梧，68歲，台灣政治人物，南投市第五届市長和前南投縣府社會處長，病逝。[193]
- 10月30日：
  - 蔡憶凡，26歲，台灣樂團「草東沒有派對」鼓手。（遺體發現日期）[194]
  - 簡明仁，70歲，台灣企業家，樂天銀行董事長，病逝。[195]
  - 歐鴻鍊，81歲，中華民國外交官，曾任外交部部長。[196]
- 10月31日：
  - 張國棟，92歲，台灣演員，胰臟癌。[197]
  - 陳哲芳，81歲，台湾企业家，耐斯集團總裁，曾任監察院監察委員、國大代表，總統府國策顧問，死於心肌梗塞[198]

### 11月
- 11月3日：
  - 湯曜明，81歲，中華民國陸軍退役一級上將，曾任陸軍總司令、參謀總長及國防部長。[199]
  - 施純全，60歲，台灣中醫師公會全國聯合會副理事長，急性心肌梗塞。[200]
- 11月9日：郭明正，67歲，臺灣賽德克族文史工作者，族名為Dakis Pawan，曾擔任電影《賽德克·巴萊》的族語顧問和電影劇本翻譯。[201]
- 11月11日：李應元，68歲，臺灣政治人物，曾擔任全國不分區及僑居國外國民選區立法委員、行政院秘書長、行政院勞工委員會主任委員、行政院環境保護署署長、駐泰國代表，因壺腹癌病逝。[202]
- 11月14日：
  - 陳本恩，年紀不詳，臺灣資深音樂人，因食道癌病逝。[203]
  - 胡伯澤，55岁，台灣企業家，雨衣大廠達新工業董事兼總經理。[204]
- 11月17日：孫道存，72歲，台灣企業家，太平洋電信電纜公司前董事長。[205]
- 11月20日：侯溪濱，93歲，新北市長侯友宜父親。[206]
- 11月29日：劉廣英，86歲，台灣資深氣象學者。[207]

### 12月
- 12月6日：杜達雄，66歲，台灣唱片封套設計師、人體攝影師。惡性神經內分泌腫瘤[208]。
- 12月9日：洪流，87歲，臺灣男演員，曾出演《星星知我心》、《翻滾吧！阿信》等影視作品。[209]
- 12月11日：
  - 李良雄，82歲，臺灣神經外科醫師，曾任臺北榮民總醫院院長。[210]
  - 曾仲影，99歲，台灣電影配樂、歌仔戲編曲作曲家。[211]
- 12月13日：黃健華，67歲，臺灣工程師、企業家，熱昇華印像機大廠誠研科技董事長。[212]
- 12月17日：陳松勇，80歲，臺灣資深演員、1989年獲得第26屆金馬獎最佳男主角獎，病逝。[213]
- 12月18日：何華仁，63歲，台灣鳥類版畫畫家。[214]
- 12月20日：朱宗泰，61歲，雲林縣警察局長，中央警察大學正科49期刑事系畢業，食道癌。[215]
- 12月29日：余國芳，78歲，臺灣翻譯家，曾任皇冠出版社主編。[216]
- 12月31日：蔡頭，71歲，臺灣男藝人，演員、主持人、舞蹈老師，肝癌。[217]